# Thecocarcelia acutangulata
Thecocarcelia acutangulata là một loài ruồi trong họ Tachinidae.